# 카나리아큰귀박쥐
카나리아큰귀박쥐(Plecotus teneriffae)는 애기박쥐과에 속하는 박쥐의 일종이다. 카나리아 제도의 토착종이다. 주로 산림에서 발견되고, 해발 고도 100m와 2300m 사이의 높이에서 서식한다. 먹이는 주로 나방이다. 동굴과 용암 동굴 그리고 버려진 건물 등에서 산다. 숲 남벌과 숲 서식지 근처의 농약 사용, 건물 수리때문에 박쥐 서식지가 줄어들고 있어서 서식지 감소로 멸종 위협을 받고 있다. 남아있는 개체군은 약 500~2000여 무리로 추산하고 있다. 두 군데 번식 집단 중 한 곳은 라팔마섬(쿠에바 데 로스 무르시엘라고)이고, 나머지 한 곳은 테네리페섬으로 알려져 있다. 더 큰 라팔마 개체군은 최근 몇 년 동안 개체수의 약 80%가 감소한 것으로 추정하고 있다.